# Кредитоспособность
Кредитоспособность (англ. creditworthiness) — комплексная правовая и финансовая характеристика заемщика, представленная финансовыми и нефинансовыми показателями,  позволяющая оценить его возможность в будущем полностью и в срок оплатить заем. Основана на финансовой способности экономического субъекта (физических лиц, предприятий или правительств) погашать взятые на себя долги (экономическая кредитоспособность) и желание их погашать (готовность платить). Для эмитентов ценных бумаг под кредитоспособностью понимается способность обслуживать и погашать эмиссию вместе с процентами. Отсюда вытекает вероятность того, что заемщик сможет и захочет произвести необходимые выплаты.

## Общие сведения
Информация, используемая для проверки кредитоспособности компании, может добываться из различных источников. Объём информации, требуемой для надежной проверки кредитоспособности, может варьироваться в зависимости от уровня страхуемого риска, например, предприятия с более высоким риском следует подвергать более строгой и всесторонней оценке, чем предприятия с более низким риском. Для избежания предоставления займы клиентам/партнерам с низкой кредитоспосбностью рекомендуется заранее проверить кредитоспособность и адаптировать условия кредита к результатам проверки кредитоспособности.

## Информационное обеспечение
Информационным обеспечением оценки кредитоспособности могут служить различные экономические сведения о деятельности предприятия. Часто для различных кредитных продуктов разрабатывается несколько уровней предоставляемой информации — в зависимости от степени риска. Подобные предоставляемые данные служат основой для проверки кредитоспособности. Кроме того, представляется разумным совмещение данных финансовой отчетности с другими источниками информации, к примеру внутренними данными бухгалтерского учета или клиентской информацией.
Оценка кредитоспособности может быть осуществлена на основе следующих данных о деятельности предприятия:
- Финансовое положение на основе индекса кредитоспособности, история платежей, возможный максимальный уровень предоставляемого кредита
- История компании
- Вид/сфера деятельности предприятия
- Информация о подразделениях, дочерних предприятиях и филиалах
- Инвестиции в акционерный капитал
- Недвижимость
- Банковские реквизиты
- Годовая и финансовая отчетность

## Методы оценки кредитоспособности
Для всех должников нет единых критериев кредитования. Каждый должник более или менее соответствует всем критериям кредитоспособности в силу своей индивидуальной экономической ситуации, так что в конечном итоге результатом является индивидуальная кредитоспособность.
Основные методы оценки кредитоспособности:
- Экспертная система оценки — кредитными экспертами оценивается финансовое состояние и личные качества потенциального заёмщика при помощи расчёта необходимых показателей и запроса кредитной истории.
- Балльная система оценки (скоринг) — метод разделения клиентов на «плохих», «удовлетворительных» и «хороших» при помощи факторного анализа. Суть данной модели заключается в использовании нескольких переменных, дающих в сумме цифровой балл каждого потенциального заёмщика.

Эти оценки выражаются либо в баллах, либо в рейтингах от «очень хорошей кредитоспособности» до «приемлемой кредитоспособности». Что касается рейтинга, существует кредитоспособность, когда должник просто получает рейтинг, который находится в пределах «инвестиционного уровня».
Эти уровни кредитоспособности положительно коррелируют со статистической вероятностью дефолта, потому что хороший кредитный рейтинг означает низкую вероятность дефолта и наоборот. По этой причине определенные вероятности по умолчанию также могут быть назначены определенному уровню рейтинга как часть калибровки. Рейтинговые агентства, такие как «Moody's» или «Standard & Poor's», и кредитные учреждения также используют такие классификации в своих собственных рейтинговых процедурах, которые основаны на собственных вероятностях дефолта учреждения. Результирующие значения всех поставщиков отличаются незначительно. Не существует общепринятого правила для определения вероятности дефолта, поскольку оно подвержено постоянным изменениям. Показатели вероятности дефолта рассчитываются, помимо прочего, из демографических, макроэкономических данных, финансовых данных и истории платежей.